# Арагонська династія
Арагонська династія — королівська династія, заснована в Сицилії в 1282 році арагонським королем Педро III (в Сицилії Пьетро І), в Неаполітанському королвстві в 1442 році арагонським королем Альфонсом V (в Неаполі Альфонс І).